# Convocazioni al campionato europeo maschile under 22 di pallavolo 2022
Elenco dei giocatori convocati per la fase finale del campionato europeo under 22 2022.

## Austria
| N° | Nome                 | Ruolo | Data di nascita   | Squadra           |
| -- | -------------------- | ----- | ----------------- | ----------------- |
| -  | Markus Hirczy        | All   | 25 novembre 1978  | -                 |
| 1  | Kurt Nusterer        | C     | 13 dicembre 2002  | Hawaii            |
| 2  | Julian Zehner        | L     | 25 gennaio 2004   | Graz              |
| 3  | Samuel Müller        | P     | 30 dicembre 2003  | Vienna hotVolleys |
| 6  | Maximilian Bruchmann | L     | 10 settembre 2001 | Hartberg          |
| 7  | Noel Krassnig        | S     | 30 settembre 2002 | Aich/Dob          |
| 9  | Adonis Alagic        | P     | 11 agosto 2001    | Klagenfurt        |
| 10 | Richard Hensel       | C     | 27 febbraio 2004  | Vienna hotVolleys |
| 11 | Lukas Glatz          | S     | 5 gennaio 2005    | Hartberg          |
| 12 | Stefan Mülleder      | C     | 7 febbraio 2005   | Graz              |
| 13 | Sebastian Sablatnig  | C     | 6 maggio 2002     | Graz              |
| 14 | Michael Czerwiński   | O     | 7 settembre 2003  | Vienna hotVolleys |
| 17 | Benedikt Sablatnig   | O     | 1º gennaio 2005   | Klagenfurt        |
| 19 | Matthias Glatz       | S     | 4 marzo 2002      | Hartberg          |
| 22 | Paul Nusterer        | S     | 13 giugno 2005    | Sankt Pölten      |

## Francia
| N° | Nome                | Ruolo | Data di nascita   | Squadra           |
| -- | ------------------- | ----- | ----------------- | ----------------- |
| -  | Stéphane Sapinart   | All   | 18 marzo 1975     | -                 |
| 1  | Kellian Motta Paes  | P     | 24 marzo 2002     | Paris             |
| 2  | Hilir Henno         | S     | 12 settembre 2003 | UC Irvine         |
| 3  | Eliot Coulet        | P     | 25 maggio 2002    | Tourcoing         |
| 4  | Nathan Canovas      | S     | 16 maggio 2003    | IFVB              |
| 5  | Thibault Loubeyre   | L     | 15 aprile 2001    | Tourcoing         |
| 6  | Ibrahim Lawani      | O     | 15 settembre 2001 | Paris             |
| 7  | Axel Michel         | C     | 10 ottobre 2003   | IFVB              |
| 8  | Lohan Lefaivre      | S     | 12 novembre 2003  | IFVB              |
| 10 | Alexandre Bouchez   | S     | 25 ottobre 2003   | IFVB              |
| 11 | Antoine Pothron     | S     | 5 marzo 2002      | Spacer's Toulouse |
| 15 | Henri Léon          | O     | 15 dicembre 2003  | IFVB              |
| 18 | Lohan Nack-Minyem   | C     | 27 aprile 2001    | Spacer's Toulouse |
| 20 | William Louis-Marie | S     | 12 aprile 2001    | IFVB              |
| 23 | Grégory Gempin      | S     | 30 gennaio 2001   | Tourcoing         |

## Italia
| N° | Nome                | Ruolo | Data di nascita   | Squadra            |
| -- | ------------------- | ----- | ----------------- | ------------------ |
| -  | Vincenzo Fanizza    | All   | 23 aprile 1969    | -                  |
| 1  | Damiano Catania     | L     | 28 marzo 2001     | You Energy         |
| 2  | Leonardo Ferrato    | P     | 25 dicembre 2001  | Impavida Ortona    |
| 3  | Mattia Gottardo     | S     | 26 febbraio 2001  | Padova             |
| 4  | Federico Crosato    | C     | 22 maggio 2002    | Padova             |
| 5  | Mirco Compagnoni    | C     | 18 gennaio 2003   | Diavoli Rosa       |
| 6  | Francesco Comparoni | C     | 22 giugno 2001    | Porto Robur Costa  |
| 8  | Alberto Pol         | S     | 4 marzo 2001      | Porto Viro         |
| 11 | Andrea Schiro       | O     | 10 settembre 2001 | Padova             |
| 13 | Matteo Meschiari    | S     | 3 luglio 2002     | Mondovì            |
| 14 | Giulio Magalini     | S     | 14 agosto 2001    | Verona             |
| 15 | Tommaso Rinaldi     | S     | 9 novembre 2001   | Top Volley Latina  |
| 18 | Nicola Cianciotta   | C     | 8 aprile 2001     | Mondovì            |
| 19 | Daniele Mellano     | C     | 11 aprile 2002    | Savigliano         |
| 20 | Paolo Porro         | P     | 27 ottobre 2001   | Powervolley Milano |

## Montenegro
| N° | Nome                | Ruolo | Data di nascita   | Squadra                |
| -- | ------------------- | ----- | ----------------- | ---------------------- |
| -  | Balša Radulović     | All   | 5 aprile 1989     | -                      |
| 2  | Miloš Kosović       | L     | 13 giugno 2001    | Dubočica               |
| 3  | Danilo Krivokapić   | L     | 16 luglio 2004    | Budva                  |
| 4  | Rastko Milenković   | P     | 21 febbraio 2004  | Budva                  |
| 5  | Nemanja Peruničić   | S     | 9 febbraio 2001   | ACH Volley             |
| 7  | Miro Miljanić       | O     | 17 settembre 2003 | Budva                  |
| 9  | Milan Rovčanin      | S     | 3 luglio 2003     | Jedinstvo Bijelo Polje |
| 10 | Lazar Cimbaljević   | S     | 3 maggio 2005     | Galeb                  |
| 11 | Ognjen Perunović    | C     | 9 marzo 2003      | Budućnost Podgorica    |
| 13 | Stefan Femić        | C     | 3 novembre 2003   | Jedinstvo Bijelo Polje |
| 14 | Matija Ćinćur       | C     | 9 novembre 2003   | Budućnost Podgorica    |
| 15 | Đorđe Jovović       | O     | 15 ottobre 2001   | Budućnost Podgorica    |
| 17 | Nikola Đurović      | C     | 10 giugno 2006    | Jedinstvo Bijelo Polje |
| 18 | Vukašin Cimbaljević | S     | 26 giugno 2003    | Vojvodina              |

## Paesi Bassi
| N° | Nome               | Ruolo | Data di nascita   | Squadra          |
| -- | ------------------ | ----- | ----------------- | ---------------- |
| -  | Arjan Taaij        | All   | 1 novembre 1983   | -                |
| 1  | Jesper Van Muijden | C     | 13 febbraio 2001  | Sliedrecht       |
| 2  | Yannick Bak        | S     | 30 novembre 2001  | Dynamo Apeldoorn |
| 3  | Nick Martherus     | L     | 27 maggio 2001    | Talent Team      |
| 4  | Sil Meijs          | P     | 13 marzo 2002     | Talent Team      |
| 5  | Martijn Brilhuis   | O     | 30 gennaio 2001   | Dynamo Apeldoorn |
| 6  | Kian Macnack       | O     | 26 gennaio 2003   | SSS              |
| 7  | Jasper Wijkstra    | S     | 29 aprile 2002    | Orion            |
| 8  | Luuk Hoge Bavel    | S     | 14 dicembre 2001  | Talent Team      |
| 9  | Ferdy Van Dijk     | L     | 17 luglio 2001    | Capelle          |
| 10 | Niels Lipke        | L     | 20 dicembre 2002  | Taurus           |
| 11 | Luuk Hofhuis       | C     | 28 settembre 2001 | Lycurgus         |
| 12 | Tieme De Jong      | P     | 10 novembre 2001  | Lycurgus         |
| 14 | Robin Boekhoudt    | C     | 13 marzo 2001     | Dynamo Apeldoorn |
| 16 | Guus Boer          | S     | 2 aprile 2004     | Talent Team      |

## Polonia
| N° | Nome              | Ruolo | Data di nascita   | Squadra          |
| -- | ----------------- | ----- | ----------------- | ---------------- |
| -  | Daniel Plinski    | All   | 10 dicembre 1978  | -                |
| 1  | Dawid Pruszkowski | L     | 7 giugno 2002     | Trefl Gdańsk     |
| 2  | Bartosz Sławiński | P     | 6 luglio 2001     | Brigham Young    |
| 3  | Piotr Szlęzak     | S     | 4 gennaio 2002    | Legia Varsavia   |
| 4  | Jakub Kraut       | S     | 14 settembre 2001 | AGH Krakow       |
| 5  | Bartosz Gomułka   | O     | 30 maggio 2002    | Legia Varsavia   |
| 6  | Seweryn Lipiński  | C     | 13 febbraio 2001  | Olimpia Sulęcin  |
| 8  | Dawid Pawlun      | P     | 22 maggio 2001    | Siedlce          |
| 10 | Michał Gierżot    | S     | 4 ottobre 2001    | Cuprum Lubin     |
| 12 | Konrad Jankowski  | C     | 29 giugno 2002    | Krispol Września |
| 13 | Adrian Markiewicz | C     | 12 aprile 2002    | Siedlce          |
| 18 | Maciej Nowowsiak  | L     | 20 settembre 2001 | Czarni Radom     |
| 19 | Dawid Dulski      | O     | 1 novembre 2002   | AGH Krakow       |
| 21 | Antoni Kwasigroch | S     | 27 gennaio 2002   | Visła Bydgoszcz  |
| 22 | Karol Urbanowicz  | C     | 24 febbraio 2001  | Trefl Gdańsk     |

## Serbia
| N° | Nome                | Ruolo | Data di nascita  | Squadra      |
| -- | ------------------- | ----- | ---------------- | ------------ |
| -  | Igor Žakić          | All   | 4 marzo 1998     | -            |
| 1  | Andrej Polomac      | P     | 24 agosto 2004   | Takovo       |
| 2  | Aleksa Kozić        | P     | 14 novembre 2002 | Novi Sad     |
| 3  | Alija Bekrić        | S     | 6 marzo 2001     | Spartak Ljig |
| 8  | Vidak Cvetković     | O     | 27 giugno 2002   | Partizan     |
| 9  | Veljko Mašulović    | S     | 2 ottobre 2002   | Niš          |
| 10 | Dušan Nikolić       | O     | 2 agosto 2001    | Stella Rossa |
| 11 | Milutin Mijajlović  | S     | 16 febbraio 2002 | Mladi Radnik |
| 12 | Miloš Bojović       | C     | 2 marzo 2001     | Novi Sad     |
| 13 | Marko Milenković    | L     | 3 gennaio 2001   | Stella Rossa |
| 15 | Uroš Mišković       | L     | 1º marzo 2002    | Vojvodina    |
| 17 | Lazar Stević        | S     | 27 novembre 2002 | Mladi Radnik |
| 19 | Bogdan Stanojević   | P     | 4 gennaio 2001   | VGSK         |
| 20 | Veselin Vukadinović | C     | 26 luglio 2001   | Stella Rossa |
| 22 | Veljko Ćulibrk      | C     | 27 gennaio 2003  | Novi Sad     |

## Turchia
| N° | Nome              | Ruolo | Data di nascita   | Squadra        |
| -- | ----------------- | ----- | ----------------- | -------------- |
| -  | Levent Matmeriçli | All   |                   | -              |
| 1  | Kaan Gürbüz       | O     | 16 agosto 2001    | Fenerbahçe     |
| 4  | Serhat Uzun       | C     | 15 novembre 2001  | Bursa BB       |
| 5  | Cafer Kirkit      | S     | 1 gennaio 2001    | Altekma        |
| 6  | Arda Bostan       | P     | 13 gennaio 2002   | Tokat          |
| 7  | Ahmet Tümer       | O     | 15 settembre 2001 | Fenerbahçe     |
| 10 | Batuhan Yurdagül  | L     | 5 febbraio 2001   | Yeni Kızıltepe |
| 11 | Mirza Lagumdžija  | S     | 18 maggio 2001    | Arkas          |
| 12 | Taha Erden        | S     | 5 marzo 2002      | Fenerbahçe     |
| 13 | Halit Kurtuluş    | C     | 26 giugno 2002    | Arkas          |
| 15 | Ege Avcıl         | C     | 15 marzo 2001     | Sorgun         |
| 16 | Onur Günaydi      | S     | 28 settembre 2002 | Galatasaray    |
| 18 | Zeka Kır          | L     | 26 novembre 2002  | Afyon          |
| 19 | İzzet Akkuş       | P     | 19 gennaio 2001   | Ziraat Bankası |
| 20 | Efe Bayram        | S     | 1 marzo 2002      | Halkbank       |